# مالكوم كاميرون (سياسي)
مالكوم كاميرون هو سياسي كندي، ولد في 25 أبريل 1808، وتوفي في 1867. حزبياً، نشط في الحزب الليبرالي الكندي. وقد انتخب عضو مجلس العموم الكندي.